# Haut-Vully
Haut-Vully (toponimo francese, fino al 1977 Vully-le-Haut; in tedesco Oberwistenlach, desueto) è stato un comune svizzero del Canton Friburgo, nel distretto di Lac.

## Geografia fisica
Haut-Vully si affacciava sul Lago di Morat.

## Storia
Il comune di Haut-Vully è stato istituito nel 1830 con la fusione delle località di Guévaux (in parte), Joressant, Lugnorre, Môtier e Mur, corrispondenti all'antica Seigneurie de Lugnorre, e soppresso il 31 dicembre 2015; il 1º gennaio 2016 è stato accorpato all'altro comune soppresso di Bas-Vully per formare il nuovo comune di Mont-Vully.

## Società

### Evoluzione demografica
L'evoluzione demografica è riportata nella seguente tabella:
Abitanti censiti

## Geografia antropica

### Frazioni
Le frazioni di Haut-Vully erano:
- Guévaux[4]
- Joressant[5]
- Lugnorre[6]
  - Chenaux
- Môtier[7]
- Mur[8]